# Greatest Hits (album de Billy Joel)
Pour les articles homonymes, voir Greatest Hits.
Greatest Hits est une compilation de Billy Joel sortie en trois volumes : le premier et le second est paru le 2 septembre 1985, le troisième, quant à lui, est paru le 18 août 1997, soit douze années après.

## Historique
Après le succès d' An Innocent Man avec le tube Uptown Girl, Billy Joel avait été consulté pour produire un album de ses meilleurs titres. Ce n'était pas la première fois que ce sujet était abordé, mais Joel avait au commencement considéré la réalisation de compilations de ses meilleurs titres comme sonnant la fin de sa carrière. Cette fois, il accepta, et Greatest Hits Vol. 1 et 2 sorti dans un format deux disques deux faces ou 2 CD, avec les chansons dans leur ordre de création. Les nouvelles chansons You're Only Human (Second Wind), chanson sur la prévention sur le suicide et The Night Is Still Young ont été enregistrées pour le disque et diffusées pour soutenir l'album.
Greatest Hits remporta un franc succès, se vendant à plus de vingt millions d'exemplaires dans le monde devenant le double album le plus vendu de tous les temps par un artiste solo, seul The Wall des Pink Floyd (1979) ayant fait mieux et le double blanc des Beatles (1968). Jusqu'ici c'est le 6e album le plus vendu dans l'histoire américaine de musique selon la RIAA.

## Greatest Hits: Volume I and Volume II
Albums de Billy Joel
An Innocent Man
(1983) The Bridge
(1986)

### Listes des chansons
| Disque 1 : Greatest Hits Volume I 1973-1978 | Disque 1 : Greatest Hits Volume I 1973-1978 | Disque 1 : Greatest Hits Volume I 1973-1978 | Disque 1 : Greatest Hits Volume I 1973-1978 | Disque 1 : Greatest Hits Volume I 1973-1978 | Disque 1 : Greatest Hits Volume I 1973-1978 | Disque 1 : Greatest Hits Volume I 1973-1978 | Disque 1 : Greatest Hits Volume I 1973-1978 | Disque 1 : Greatest Hits Volume I 1973-1978 | Disque 1 : Greatest Hits Volume I 1973-1978 |
| No                                          | Titre                                       | Durée                                       |                                             |                                             |                                             |                                             |                                             |                                             |                                             |
| ------------------------------------------- | ------------------------------------------- | ------------------------------------------- | ------------------------------------------- | ------------------------------------------- | ------------------------------------------- | ------------------------------------------- | ------------------------------------------- | ------------------------------------------- | ------------------------------------------- |
| 1.                                          | Piano Man                                   | 5:39                                        |                                             |                                             |                                             |                                             |                                             |                                             |                                             |
| 2.                                          | Captain Jack                                | 6:57                                        |                                             |                                             |                                             |                                             |                                             |                                             |                                             |
| 3.                                          | The Entertainer                             | 3:40                                        |                                             |                                             |                                             |                                             |                                             |                                             |                                             |
| 4.                                          | Say Goodbye to Hollywood                    | 4:39                                        |                                             |                                             |                                             |                                             |                                             |                                             |                                             |
| 5.                                          | New York State of Mind                      | 6:05                                        |                                             |                                             |                                             |                                             |                                             |                                             |                                             |
| 6.                                          | The Stranger                                | 5:09                                        |                                             |                                             |                                             |                                             |                                             |                                             |                                             |
| 7.                                          | Scenes from an Italian Restaurant           | 7:36                                        |                                             |                                             |                                             |                                             |                                             |                                             |                                             |
| 8.                                          | Just the Way You Are                        | 4:51                                        |                                             |                                             |                                             |                                             |                                             |                                             |                                             |
| 9.                                          | Movin' Out (Anthony's Song)                 | 3:30                                        |                                             |                                             |                                             |                                             |                                             |                                             |                                             |
| 10.                                         | Only the Good Die Young                     | 3:54                                        |                                             |                                             |                                             |                                             |                                             |                                             |                                             |
| 11.                                         | She's Always a Woman                        | 3:20                                        |                                             |                                             |                                             |                                             |                                             |                                             |                                             |
| 55:20                                       |                                             |                                             |                                             |                                             |                                             |                                             |                                             |                                             |                                             |

| Disque 2 : Greatest Hits Volume II 1978-1985 | Disque 2 : Greatest Hits Volume II 1978-1985 | Disque 2 : Greatest Hits Volume II 1978-1985 | Disque 2 : Greatest Hits Volume II 1978-1985 | Disque 2 : Greatest Hits Volume II 1978-1985 | Disque 2 : Greatest Hits Volume II 1978-1985 | Disque 2 : Greatest Hits Volume II 1978-1985 | Disque 2 : Greatest Hits Volume II 1978-1985 | Disque 2 : Greatest Hits Volume II 1978-1985 | Disque 2 : Greatest Hits Volume II 1978-1985 |
| No                                           | Titre                                        | Durée                                        |                                              |                                              |                                              |                                              |                                              |                                              |                                              |
| -------------------------------------------- | -------------------------------------------- | -------------------------------------------- | -------------------------------------------- | -------------------------------------------- | -------------------------------------------- | -------------------------------------------- | -------------------------------------------- | -------------------------------------------- | -------------------------------------------- |
| 1.                                           | My Life                                      | 4:44                                         |                                              |                                              |                                              |                                              |                                              |                                              |                                              |
| 2.                                           | Big Shot                                     | 4:02                                         |                                              |                                              |                                              |                                              |                                              |                                              |                                              |
| 3.                                           | Honesty                                      | 3:52                                         |                                              |                                              |                                              |                                              |                                              |                                              |                                              |
| 4.                                           | You May Be Right                             | 4:13                                         |                                              |                                              |                                              |                                              |                                              |                                              |                                              |
| 5.                                           | It's Still Rock and Roll to Me               | 2:58                                         |                                              |                                              |                                              |                                              |                                              |                                              |                                              |
| 6.                                           | She's Got a Way [Live]                       | 3:02                                         |                                              |                                              |                                              |                                              |                                              |                                              |                                              |
| 7.                                           | Pressure (en)                                | 4:37                                         |                                              |                                              |                                              |                                              |                                              |                                              |                                              |
| 8.                                           | Allentown                                    | 3:48                                         |                                              |                                              |                                              |                                              |                                              |                                              |                                              |
| 9.                                           | Goodnight Saigon                             | 7:02                                         |                                              |                                              |                                              |                                              |                                              |                                              |                                              |
| 10.                                          | Tell Her About It                            | 3:50                                         |                                              |                                              |                                              |                                              |                                              |                                              |                                              |
| 11.                                          | Uptown Girl                                  | 3:16                                         |                                              |                                              |                                              |                                              |                                              |                                              |                                              |
| 12.                                          | The Longest Time                             | 3:39                                         |                                              |                                              |                                              |                                              |                                              |                                              |                                              |
| 13.                                          | You're Only Human (Second Wind)              | 4:49                                         |                                              |                                              |                                              |                                              |                                              |                                              |                                              |
| 14.                                          | The Night Is Still Young                     | 5:26                                         |                                              |                                              |                                              |                                              |                                              |                                              |                                              |
| 58:25                                        |                                              |                                              |                                              |                                              |                                              |                                              |                                              |                                              |                                              |

## Greatest Hits III
Albums de Billy Joel
River of Dreams
(1993) 2000 Years: The Millennium Concert
(2000)
Douze ans après la sortie des deux premiers volumes, un troisième opus est sorti incluant les titres enregistrés entre 1983 jusqu'à 1997, où il enregistra trois titres pour la circonstance.

### Liste des chansons
| No  | Titre                          | Durée |
| --- | ------------------------------ | ----- |
| 1.  | Keeping the Faith              | 4:38  |
| 2.  | An Innocent Man                | 5:19  |
| 3.  | A Matter of Trust              | 4:12  |
| 4.  | Baby Grand                     | 4:05  |
| 5.  | This Is the Time               | 5:00  |
| 6.  | Leningrad                      | 4:04  |
| 7.  | We Didn't Start the Fire       | 4:48  |
| 8.  | I Go to Extremes               | 4:24  |
| 9.  | And So It Goes                 | 3:38  |
| 10. | The Downeaster 'Alexa'         | 3:44  |
| 11. | Shameless                      | 4:27  |
| 12. | All About Soul (Remix)         | 6:01  |
| 13. | Lullabye (Goodnight, My Angel) | 3:35  |
| 14. | The River of Dreams            | 4:11  |
| 15. | To Make You Feel My Love       | 3:53  |
| 16. | Hey Girl                       | 3:57  |
| 17. | Light as the Breeze            | 6:12  |